# Svadba
Svadba (russisk: Свадьба) er en spillefilm fra 2000 af Pavel Lungin.

## Medvirkende
- Marat Basjarov som Misjka
- Marija Mironova som Tanja
- Andrej Panin som Garkusja
- Aleksandr Semtjev som Borzov
- Vladimir Simonov som Borodin